# Friedrich August Alexander Barth
Friedrich („Fritz“) August Alexander Barth (* 25. Februar 1857 in Dresden; † 12. Dezember 1935 ebenda) war ein deutscher Mediziner.

## Leben und Wirken
Er war der Sohn des Rentiers Friedrich August Barth aus Dresden und dessen Ehefrau Amalie Marie Bartha verw. gewesene Opitz geborene Sametzka. Barth besuchte u. a. das Freimaurerinstitut und das Kreuzgymnasium in Dresden. Danach studierte er Medizin an den Universitäten Greifswald, Kiel, Halle (Saale) und Rostock. In Rostock legte er das Staatsexamen, promoviert 1882 zum Dr. med. und erwarb die Approbation als Arzt für das Gebiet des Deutschen Reiches. Danach wirkte er zweieinhalb Jahre in Herrnhut als Allgemein- und Wundarzt sowie Geburtshelfer. 1885 zog er nach Blasewitz bei Dresden, wo er sich als praktischer Arzt niederließ. Dort wirkte er außerdem als Gemeindeältester, Vorsitzender der Finanzverwaltung und in mehreren Ehrenämtern. Er übte über 50 Jahre bis zu seinem Tod im Dresden Stadtteil Blasewitz 1935 seinen Beruf als Arzt aus.

## Schriften (Auswahl)
- Ein Fall von Sclerodermie (sog. Scleoderma adultorum) bei einem Kinde von 3/1 Jahren, nebst einer Statistik der bis zum Jahre 1881 incl. publizierten Fälle von Sclerodermie.

## Ehrungen
Am 4. April 1902 verlieh ihm König Albert von Sachsen den Titel und Rang in IV. Hofrangordnung als K. S. Sanitätsrat. 1917 war er der persönliche Begleiter von Prinz und Prinzessin von Sachsen beim Besuch von Verwundeten in Blasewitz.